# Pamendanga taiensis
Pamendanga taiensis är en insektsart som beskrevs av Van Stalle 1988. Pamendanga taiensis ingår i släktet Pamendanga och familjen Derbidae. Inga underarter finns listade i Catalogue of Life.